# Biserica „Adormirea Maicii Domnului” (Brașovul Vechi) din Brașov
Biserica „Adormirea Maicii Domnului” din Brașov este o biserică ortodoxă din cartierul Brașovechi din municipiul Brașov. 
Biserica este parte a unui ansamblu de monumente istorice din Brașovechi, sub numele de Ansamblul bisericii „Adormirea Maicii Domnului”  (cod LMI BV-II-a-A-11336). În Repertoriul Arheologic Național, monumentul apare cu codul 40205.89.
Ansamblul este format din două monumente:
- Biserica „Adormirea Maicii Domnului” (cod LMI BV-II-m-A-11336.01)
- Cimitirul bisericii „Adormirea Maicii Domnului” (cod LMI BV-IV-m-A-11336.02)

Biserica „Adormirea Maicii Domnului”, cunoscută și sub denumirea de „Biserica Ortodoxă Brașovul Vechi”, a fost construită în secolul al XVIII-lea.
Din perioada interbelică și până la începutul anilor 1960 aici a funcționat și sediul Protopopiatului Brașov, unii dintre preoții parohi ai bisericii fiind și protopopi ai Brașovului.

## Istoric
Începând cu data de 7 martie 1782, după decretul de toleranță al împăratului Iosif al II-lea din iulie 1781, românii din Brașovul Vechi au depus mai multe memorii autorităților locale și celor din Viena, prin care cereau aprobarea pentru ridicarea unui edificiu religios.

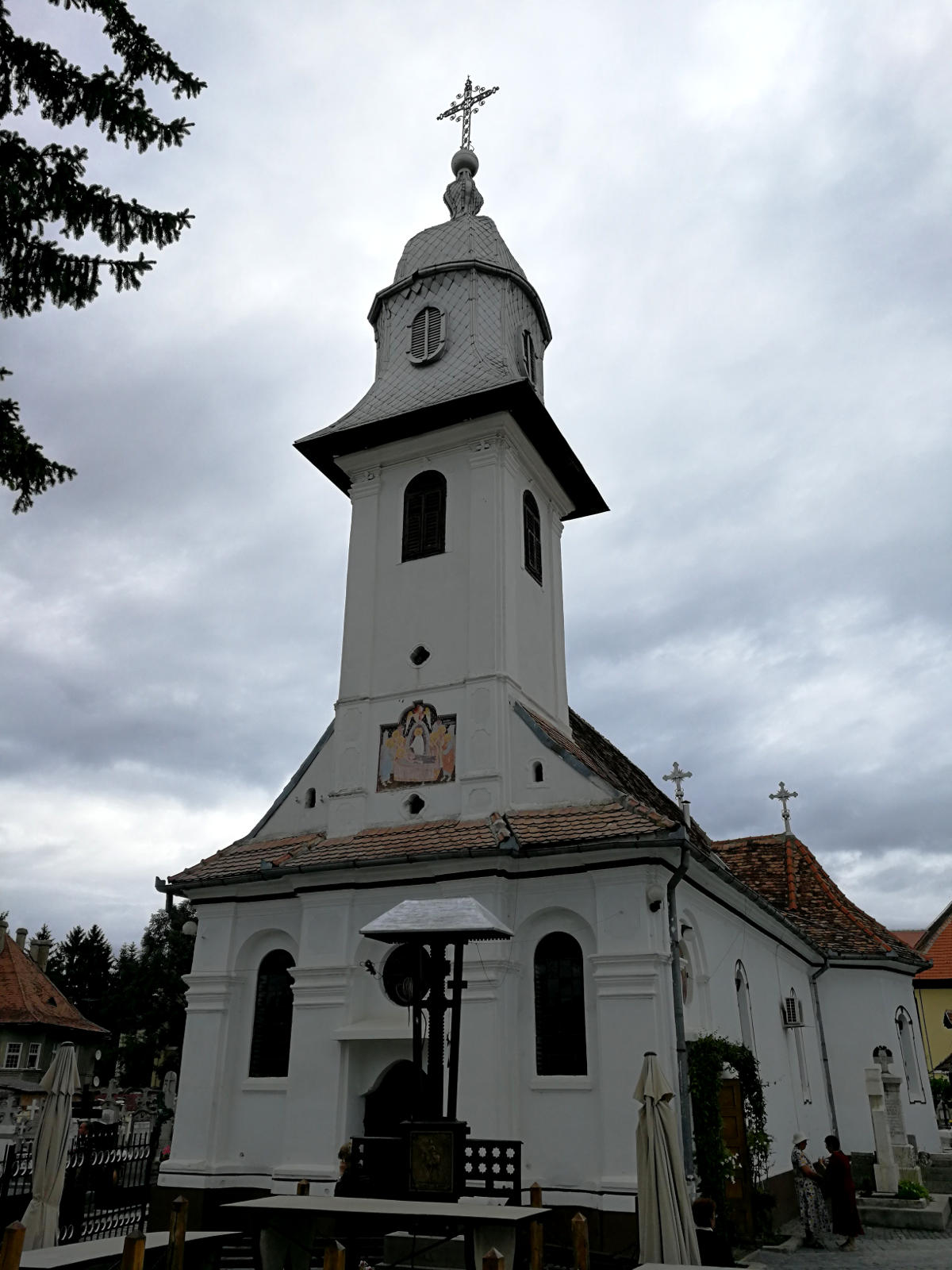
Biserica „Adormirea Maicii Domnului” (Brașovechi)

Ștefan Nicola, un negustor bogat din Șcheii Brașovului, originar din Ioannina (Ianina), Grecia, s-a obligat față de autoritățile locale să suporte toată cheltuiala construcției. Ca urmare, prin decretul 7.355 guvernial din 10 octombrie 1782, s-a aprobat o capelă („Bothaus”) și un cimitir împrejmuitor „lângă Cazarme”, întrucât în zonă exista o unitate militară.
În anul următor (1783) a fost construită și biserica, iar din același an strada primește numele „Strada Bisericii Române” (până în anul 1965, când a fost redenumită „str. Operetei”, revenindu-se la vechiul nume după 1989).
Sfințită în anul 1785 de episcopul Ghedeon Nichitici, biserica își păstrează și astăzi arhitectura originală.

## Arhitectura
Biserica este construită din cărămidă și piatră, în stil baroc târziu, în formă de treflă, cu turn vestic peste pridvorul inițial deschis, cu absida altarului și două abside laterale poligonale în exterior și semicirculare în interior.
Deasupra pridvorului este turnul clopotniță, pătrat, din cărămidă și piatră cu timpane laterale, și care a fost acoperit inițial cu țiglă solzi. Deteriorat în urma unui trăznet în anul 1928, a fost refăcut ulterior în forma de astăzi, acoperit cu tablă de aramă.
Acoperișul bisericii este în formă de șa, realizat cu țiglă solzi.

## Pictura

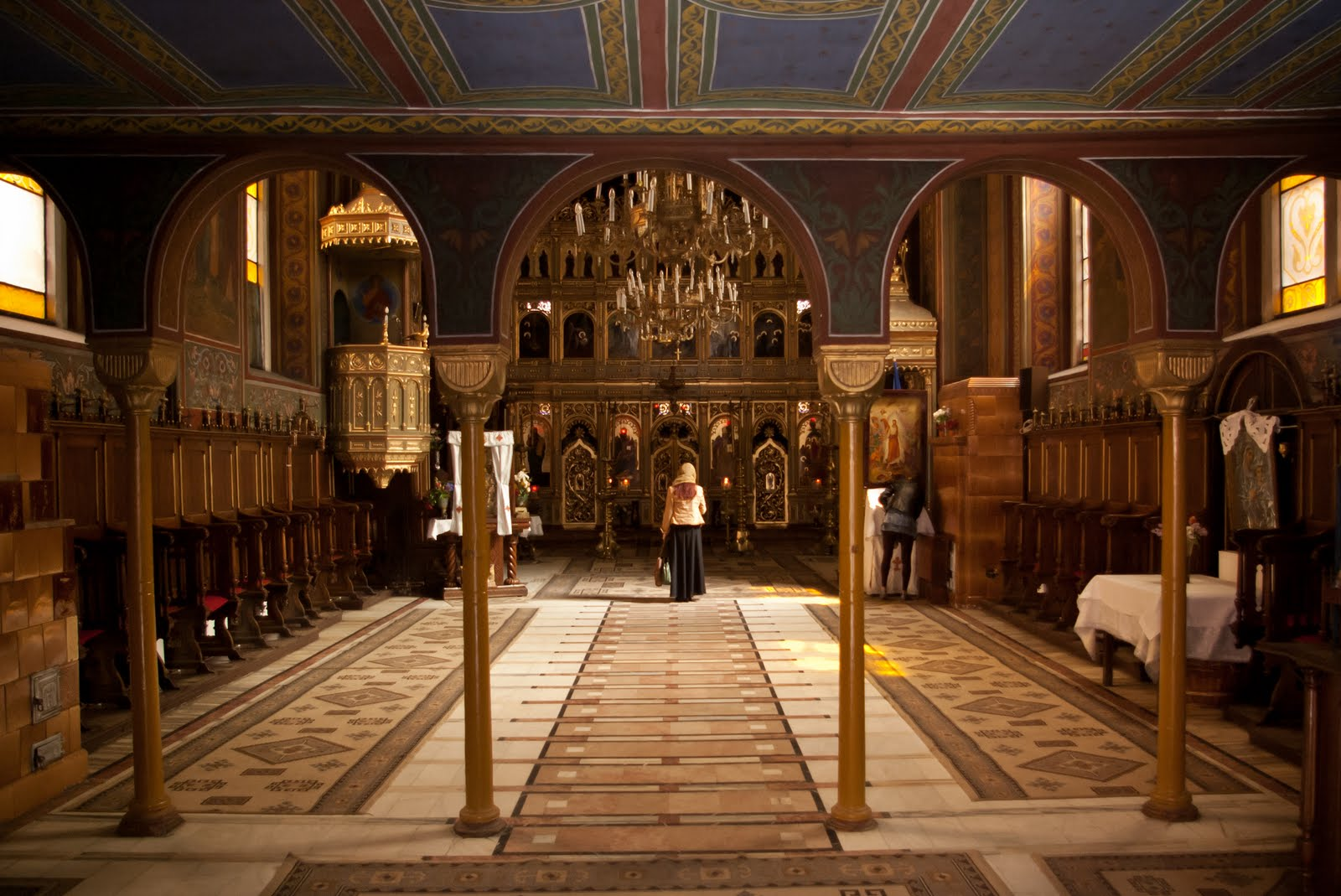
Interiorul bisericii

Biserica a fost pictată în frescă în perioada 1783 - 1790 de către frații Ioan, Alexandru, Nicolae și Vasile Grecu din Săsăuș. Aceștia înființaseră în anul 1780  o școală de zugravi iconari la Turcheș (Săcele-Brașov). Pe parcurs pictura s-a deteriorat, păstrându-se doar un fragment în altar, reprezentând pe Sfinții Chiril și Atanasie, precum și Sfânta Maramă, care au fost descoperite cu prilejul repictării bisericii care a avut loc între anii 1946-1949. Atunci biserica a fost repictată, tot în frescă, de Iosif Vasu, cunoscut pictor al mai multor biserici din  Brașov, Țara Bârsei și a Făgărașului.
Iconostasul a fost lucrat în lemn, pe care erau aplicate niște arabescuri. 
În anul 1977 a avut loc un incendiu care a distrus parțial pictura și iconostasul. Acesta a fost refăcut în anul 1980 la atelierele Patriarhiei și tot atunci pictorul Bănică Dumitru a început restaurarea picturii distruse, terminată în anul 1981.

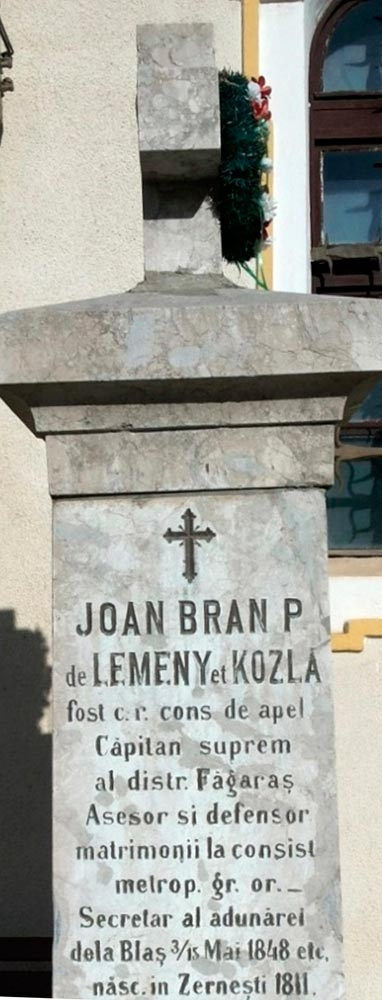
Mormântul lui Ioan Bran de Lemény

## Cimitirul
În cimitirul care înconjoară biserica, își dorm somnul de veci numeroase personalități, printre care Ioan Bran de Lemeny - participant la adunarea de pe Câmpia Libertății din 3/15 mai 1848, devenit secretar al Marii Adunări de la Blaj, Victor Braniște - fost senator și redactor al  Gazetei de Transilvania, Pompiliu Nistor - inițiatorul  Declarației de la Darnița și Virgilia Braniște - soră de caritate în Primul și Al Doilea Război Mondial.

## Troițele Junilor Brașovecheni
În curtea bisericii, Junii Brașovecheni au ridicat o troiță în amintirea înaintașilor și într-un spațiu din preajmă au organizat un punct muzeistic al Junilor Brașovecheni.
Proveniți din rândul junilor șcheieni, Junii Brașovecheni și-au continuat și în Brașovechi tradițiile strămoșești, precum și obiceiul ridicării și protecției troițelor.
Maialurile le organizează la „Foișorul” din Brașovechi (str. Cloșca), într-un spațiu dominat de o frumoasă troiță. Sub îngrijirea lor se găseau la un moment dat și alte troițe: de pe str. Cloșca, strada Sitei, de la Paloș și din Răcădău.
În anul 1995 în curtea bisericii a fost instalată o troiță păstrând următoarea inscripție: „Glorie eternă Junilor și credincioșilor brașoveni, care s-au jertfit pe altarul neamului și bisericii strămoșești. Brașov, 15 august 1995”.
De curând, tot în incinta bisericii s-a inaugurat și un Muzeu al Junilor Brașovecheni, în care sunt expuse documente, obiecte vestimentare, steagul din 1977 și cel din 2007, albume foto și tablouri ale Junilor Brașovecheni făcute de-a lungul timpului, arhiva video și istoricul Societății Junilor Brașovecheni din 1851 până în prezent.